# 사우롤로푸스
사우롤로푸스(Saurolophus)는 중생대 백악기 후기(약 2억 5100만 년 전 ~ 6500만 년 전)에 살았던 초식공룡으로, 오늘날의 몽골이나 중국 캐나다 부근에서 살았다. 화석은 주로 몽골 고비사막 주변에서 많이 별견 되었다. 특징으로는 코 윗부분에 볏과 같은 돌기가 있고 이것이 비강과 연결되어 있다는 것이다. 이 돌기를 부풀려서 소리를 냈을 것이라는 학설도 있다. 학명은 '볏이 있는 도마뱀'이라는 의미를 갖고 있다. 몸 전체 길이는 약 9m~12m, 체중은 2t~4t에 달했을 것으로 추정된다.이름의 의미는 볏이 있는 도마뱀이다